# Cardinalídeos
Os cardinalídeos também conhecidos como cardeais integram a família Cardinalidae cujos representantes são encontrados exclusivamente no continente americano. Em muitas espécies os machos são exuberantemente coloridos e de hábito monogâmico sociável, haja vista que exercem notável papel na criação dos jovens. Os cardinalídeos são observados em um amplo espectro de hábitat, a exemplo de florestas, pastagens e savanas.
É observado que via de regra os cardinalídeos são monogâmicos com hábito de criação de filhotes biparental. Entretanto, de ocorrência casual em algumas espécies, observa-se poliginia, ninhos compartilhados e criação cooperativa; a exemplo daqueles pertencentes ao gênero Spiza, notavelmente políginos, no qual o macho defende um amplo território onde atrai até 6 fêmeas.
Os ninhos são construídos no molde de um vaso côncavo aberto, por materiais como gramíneas, galhos, raízes e outros resíduos vegetais, esses são entrelaçados com materiais mais finos, a exemplo de pêlos; ocasionalmente, observa-se também a inclusão de pele de serpentes e seda de aranhas.
Os membros desta família são robustos pássaros comedores de sementes e pequenos frutos, dotados de fortes bicos. Os sexos podem apresentar dimorfismo sexual.
A família é assim denominada devido à cor da plumagem dos machos da espécie-tipo, Cardinalis cardinalis, que lembra a coloração vermelha da vestimenta dos cardeais católicos.

## Gêneros
1. Cardinalis
2. Caryothraustes
3. Chlorothraupis
4. Cyanocompsa
5. Cyanoloxia
6. Granatellus
7. Habia
8. Parkerthraustes
9. Passerina
10. Periporphyrus
11. Pheucticus
12. Piranga
13. Rhodothraupis
14. Saltator
15. Spiza

## Galeria de imagens

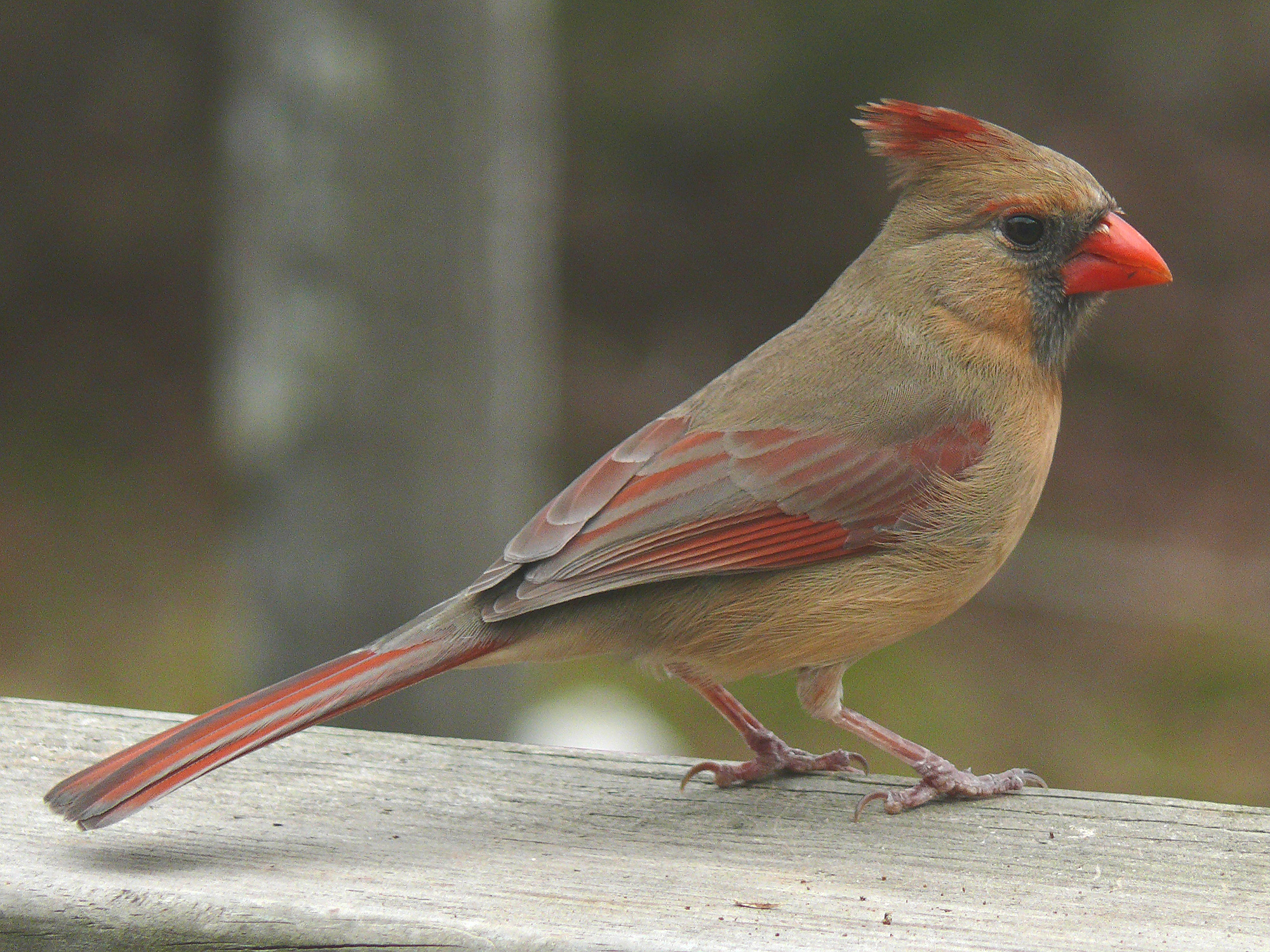
Fêmea de Cardinalis cardinalis
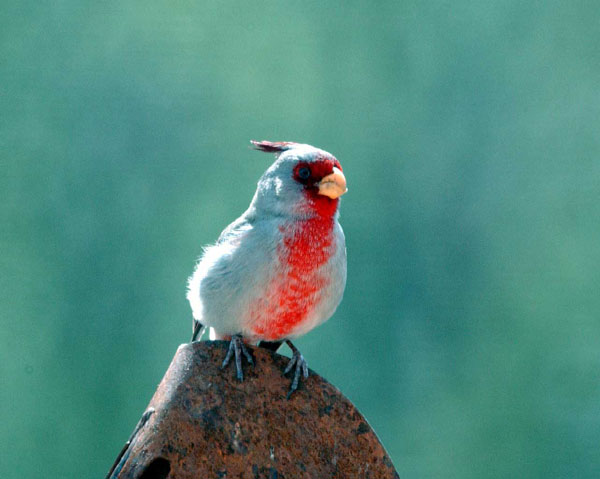
Macho de Cardinalis sinuatus
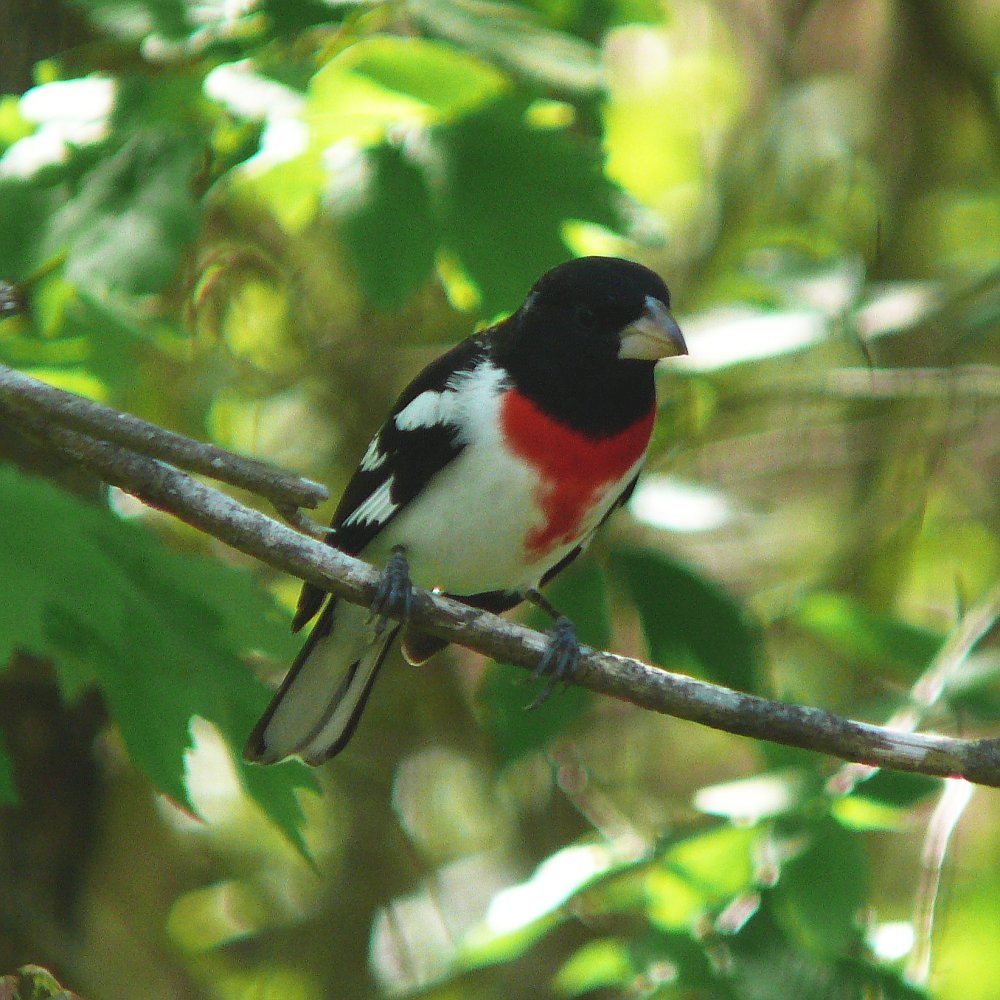
Macho de Pheucticus ludovicianus
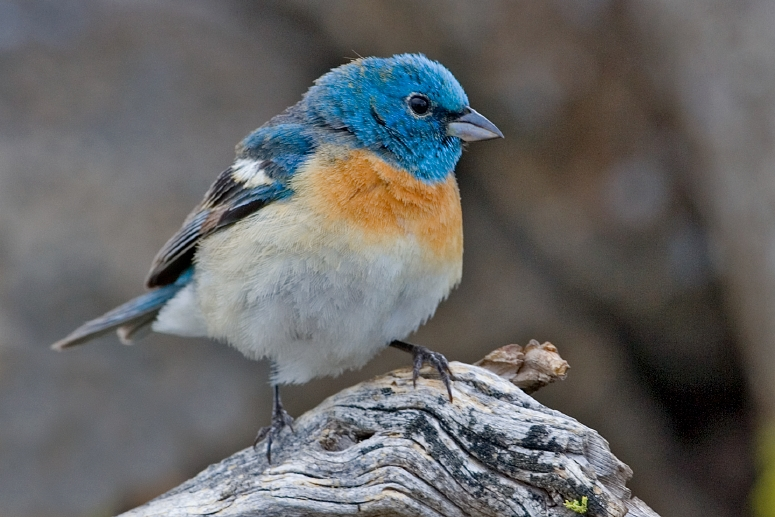
Macho de Passerina amoena
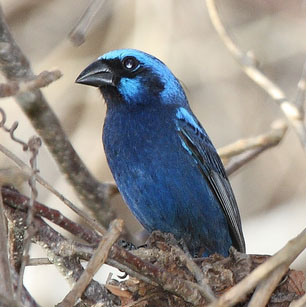
Macho de Cyanocompsa parellina
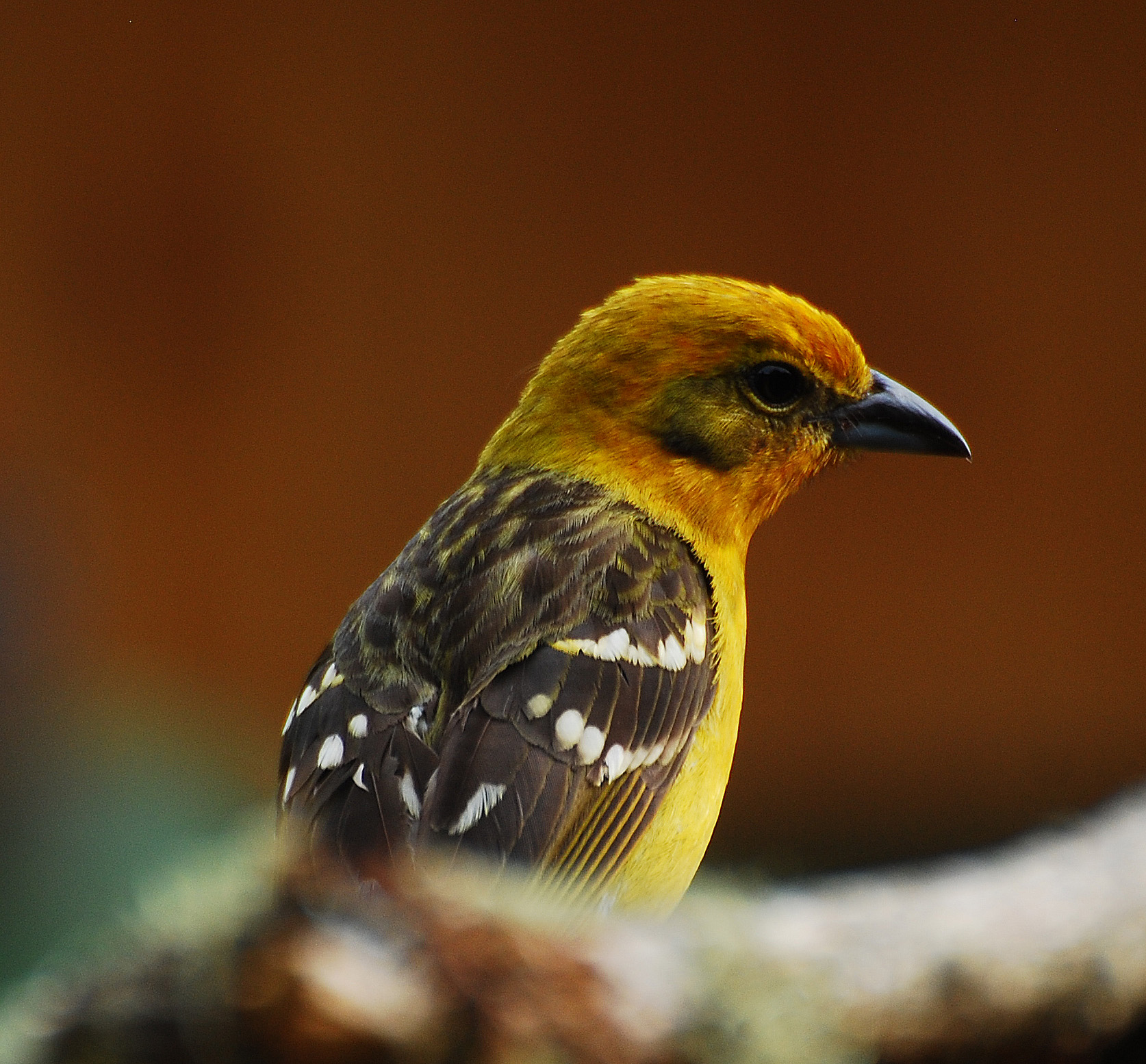
Fêmea de Piranga bidentata
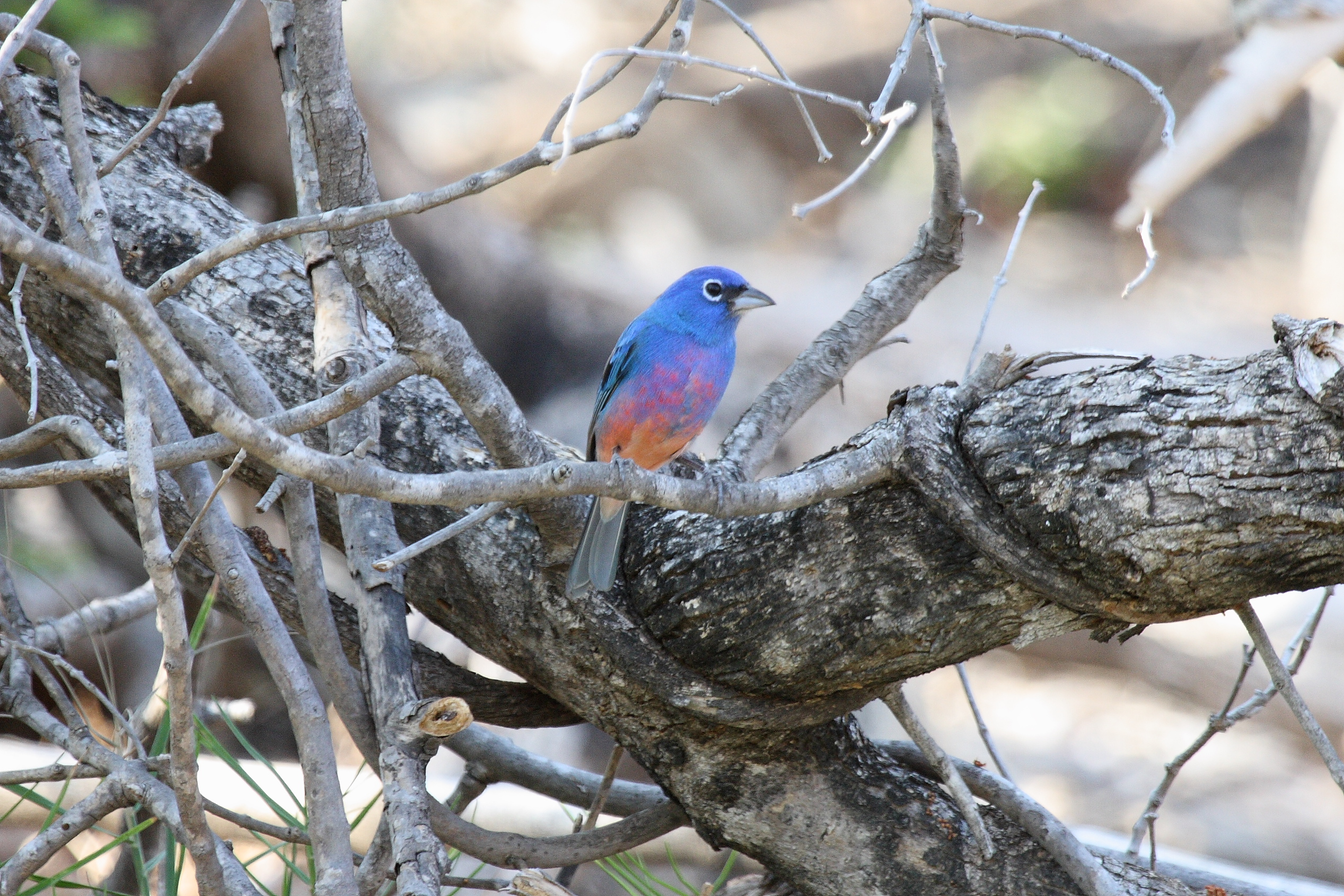
Passerina rositae
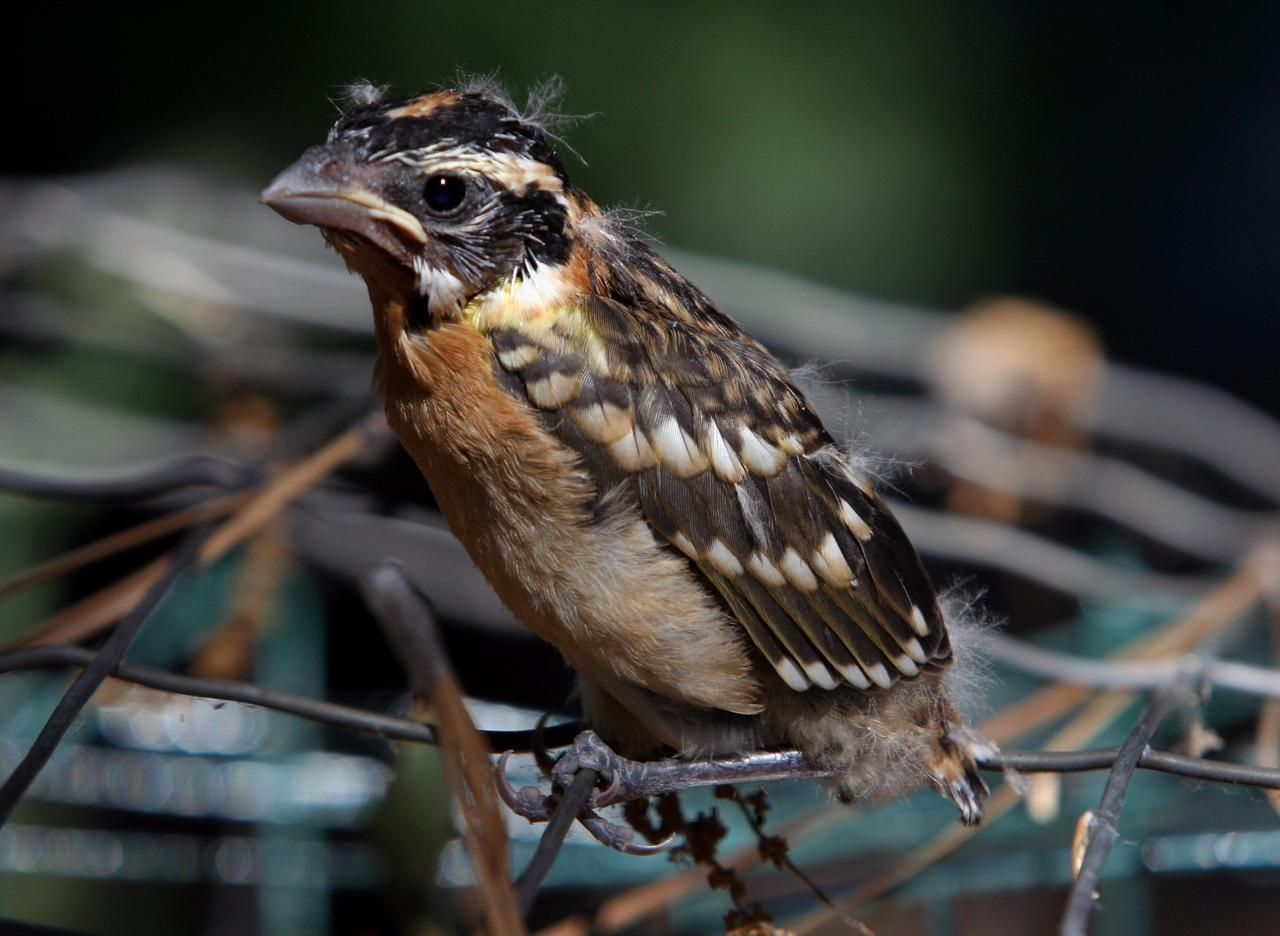
Juvenil de Pheucticus melanocephalus
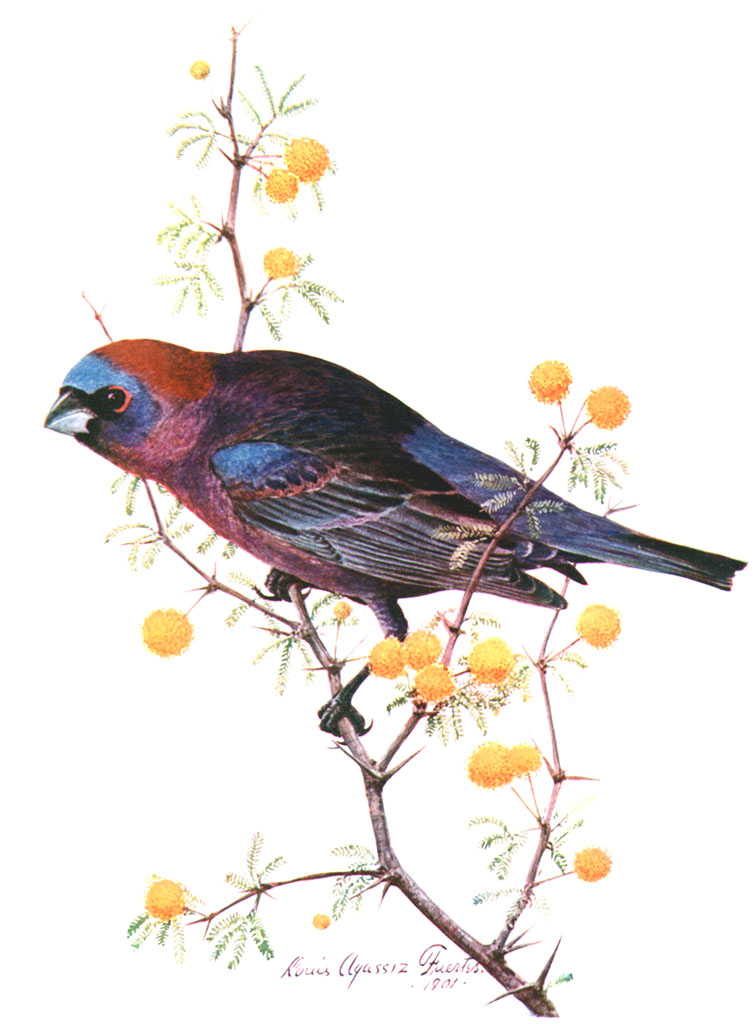
Passerina versicolor